# 若木康輔
若木 康輔（わかき こうすけ、1968年 - ）は、日本の脚本家、雑誌『映画芸術』のライター。日本映画学校（現・日本映画大学）卒業。影響を受けた作品は『拝啓天皇陛下様』。